# 900 (število)
900 (devét stó) je naravno število, za katero velja 900 = 899 + 1 = 901 - 1.
Sestavljeno število
Harshadovo število